# حرب أريكارا
حرب أريكارا (بالإنجليزية: Arikara War)، نزاع مُسلَّح نشب بين الولايات المتحدة وحلفائها من قبيلة السّو أو (داكوتا) وشعب أريكارا أحد الشعوب الأصلية في الأمريكتين. وقعت أحداثها في صيف عام 1823، على طول نهر ميزوري في داكوتا الجنوبية حاليًا. كانت هذه أول حرب خاضها الجيش الأمريكي ضد الهنود الحمر في غرب ميزوري وهي الصراع الوحيد على الإطلاق ضدهم. جاءت الحرب ردًا على هجوم شعب أريكارا على تجار الفراء، والذي وُصِفَ بأنه «أسوأ كارثة حدثت في تاريخ تجارة الفراء الغربية».

## خلفية
عندما وصلت حملة لويس وكلارك إلى مستوطنات أريكارا عام 1804، لم يُظهر السكان أي عداء تجاه هذه الحملة. في عام 1806، خلال رحلة إلى عاصمة الولايات المتحدة، توفي زعيم من قادة أريكارا، واعتقد العديد من سكان أريكارا أن الأمريكيين كانوا متورطين في وفاته. في وقت لاحق، ونتيجةً للنشاط المتزايد لشركات تجارة الفراء، أصبح الاحتكاك بين أريكارا والتجار البيض أكثر تواترًا، ثم أُتبِع ببعض المناوشات في نهاية المطاف. في بداية عام 1823، هاجم شعب أريكارا «شركة ميزوري لتجارة الفراء في منطقة فورت ريكافري (محطة تجارية لقبيلة السو) وقتلوا اثنين من التجار».
خاضت قبيلة سو إلى جانب قبيلة داكوتا شرق ميزوري وقبيلة لاكوتا على الجانب الغربي حربًا ضد أريكارا لفترة طويلة، توقفت بسبب عقد هدنة قصيرة على حدود منطقة قبيلة سو. عاش شعب أريكارا في قرية مزدوجة على الشاطئ الغربي من ميزوري على بعد ستة أو سبعة أميال (نحو 10 كم) من مصب نهر غراند. يفصل جدول مائي صغير بين هاتين القريتين المحصنتين المبنيتين من الأكواخ الخشبية المُدَّعمة.

## الهجوم وحرب أريكارا (1823)
في 2 يونيو عام 1823، اعتدى مقاتلو أريكارا على تجار كانوا يعملون لدى شركة روكي ماونتن التابعة للجنرال وليام هنري أشلي عند نهر ميزوري، ما أسفر عن مقتل نحو 15 شخص. وقد تراجع التجار الناجون واختبأوا في ملاجئ أسفل النهر حيث اضطروا للبقاء لأكثر من شهر.

ردَّت الولايات المتحدة بقوة مشتركة مؤلفة من 230 جندي من فوج المشاة السادس و 750 مقاتل من حلفائهم من قبيلة سو و 50 شخص من التجار وغيرهم من موظفي الشركة  تحت قيادة المُقدَّم هنري ليفينوورث في بلدة فورت أتكينسون في ولاية نبراسكا الحالية: 
«وهكذا نُسِّقت القوات متضمنةً القوات النظامية ومتسلقي الجبال والمستكشفين والهنود لتشكل فيلق ميزوري».
ضمّت صفوف المحاربين الـ 750 أفرادًا من شعب سو من يانكتون ويانكتوناي من قبيلة داكوتا الغربية، وأفرادًا من السو الغربيين من جماعات برولي وبلاكفيت وهنكبابا. أفراد قبيلة لاكوتا «... بدوا وكأنهم متخوفين من الانضمام إلينا». تلقت القوة الهندية وعودًا بحصولها على خيول وغنائم حرب أريكارا، ومع سقوط قرى العدو، فإن ذلك سوف يفتح نطاقات جديدة لتوسع قبيلة سو.
في 9 أغسطس عام 1823، وصل ليفينورث إلى قُرى أريكارا وبدأ الهجوم مع جنود قبيلة سو، بيد أن قبيلة أريكارا استطاعت التصدي لهذا الهجوم. في 10 أغسطس –  اليوم التالي –  أمر ليفينورث بالقصف المدفعي. لكن لم يكن لهذا فعالية كبيرة إذ كانت الطلقات النارية تنطلق إلى خارج حدود القرية، وعند تلك النقطة أمر ليفينورث بشن هجوم المشاة. لكن كما حصل مع جنود قبيلة سو، فقد فشل فوج المشاة في اقتحام القرى. وغادروا ساحة المعركة مع بعض الخيول المأسورة المحملة بالذرة المسروقة من حقول الهنود الزراعية.

في 11 أغسطس عام 1823، تفاوض ليفينورث لإبرام معاهدة سلام: 
«خلال كتابة هذه المعاهدة، واجهت جميع الصعوبات الممكنة التي رمتها شركة ميزوري لتجارة الفراء في طريقي».
خوفًا من وقوع المزيد من الهجمات، غادر أفراد أريكارا القرية في تلك الليلة. وكان ليفينورث قد عاد إلى فورت أتكينسون في 15 أغسطس. بعد مغادرته، أحرق أعضاءٌ مستاؤون من شركة ميزوري قريةَ أريكارا، الأمر الذي أغضب ليفينورث للغاية.
تكبَّد الجيش الأميركي أولى خسائره البشرية في حرب أريكارا في الغرب. غرق سبعة أشخاص أيضًا في نهر ميزوري.